# Verneil-le-Chétif
Verneil-le-Chétif är en kommun i departementet Sarthe i regionen Pays de la Loire i nordvästra Frankrike. Kommunen ligger i kantonen Mayet som tillhör arrondissementet La Flèche. År 2022 hade Verneil-le-Chétif 586 invånare.

## Befolkningsutveckling
Antalet invånare i kommunen Verneil-le-Chétif
| Referens: INSEE |